# Torneo de Taiwán 2017
El Taiwan Open 2017 es un torneo de tenis jugado en canchas duras al aire libre. En esta segunda edición, la sede fue movida de Kaohsiung a Taipéi. Forma parte de los torneos de la WTA Internacionales del WTA Tour 2017.

## Cabezas de serie

### Individual femenino
| Tenista              | Ranking | N.º |
| Elina Svitolina      | 13      | 1   |
| Samantha Stosur      | 21      | 2   |
| Caroline Garcia      | 24      | 3   |
| Anastasija Sevastova | 33      | 4   |
| Kateřina Siniaková   | 37      | 5   |
| Misaki Doi           | 41      | 6   |
| Shelby Rogers        | 52      | 7   |
| Jelena Janković      | 54      | 8   |

- Ranking del 30 de enero de 2017.

### Dobles femeninos
| Tenista                               | Ranking | Preclasificada |
| Hao-Ching Chan Yung-Jan Chan          | 26      | 1              |
| Lucie Hradecká Kateřina Siniaková     | 45      | 2              |
| Oksana Kalashnikova Aleksandra Krunić | 100     | 3              |
| Eri Hozumi Miyu Kato                  | 105     | 4              |

## Campeones

### Individuales femenino
Elina Svitolina venció a  Shuai Peng por 6-3, 6-2

### Dobles femenino
Hao-Ching Chan /  Yung-Jan Chan vencieron a  Lucie Hradecká /  Kateřina Siniaková por 6-4, 6-2